# Julius Blank
Julius Blank (Manhattan, 2 de junho de 1925 – Palo Alto, 17 de setembro de 2011) foi um engenheiro mecânico estadunidense. Foi membro d'Os Oito Traidores.

## Vida e obra
Julius Blank cresceu em Nova Iorque, obtendo um bacharelado em engenharia mecânica na Universidade da Cidade de Nova Iorque. Antes de começar a trabalhar em 1956 no então fundado Shockley Semiconductor Laboratory, pertencente à Beckman Instruments, trabalhou em uma usina da Western Electric em Nova Jérsei. De lá também se mudaram para o Shockley Semiconductor Laboratory os engenheiros Dean Knapic e Eugene Kleiner. No Shockley Semiconductor Laboratory Blank foi responsável entre outros pela construção e manutenção de instalações para o crescimento de cristais de semicondutores. Já em 1957 abandonou o Shockley Semiconductor Laboratory juntamente com outros companheiros insatisfeitos, grupo que ficou conhecido mais tarde como Os Oito Traidores. Os oito fundaram a Fairchild Semiconductor.